# Sevnica

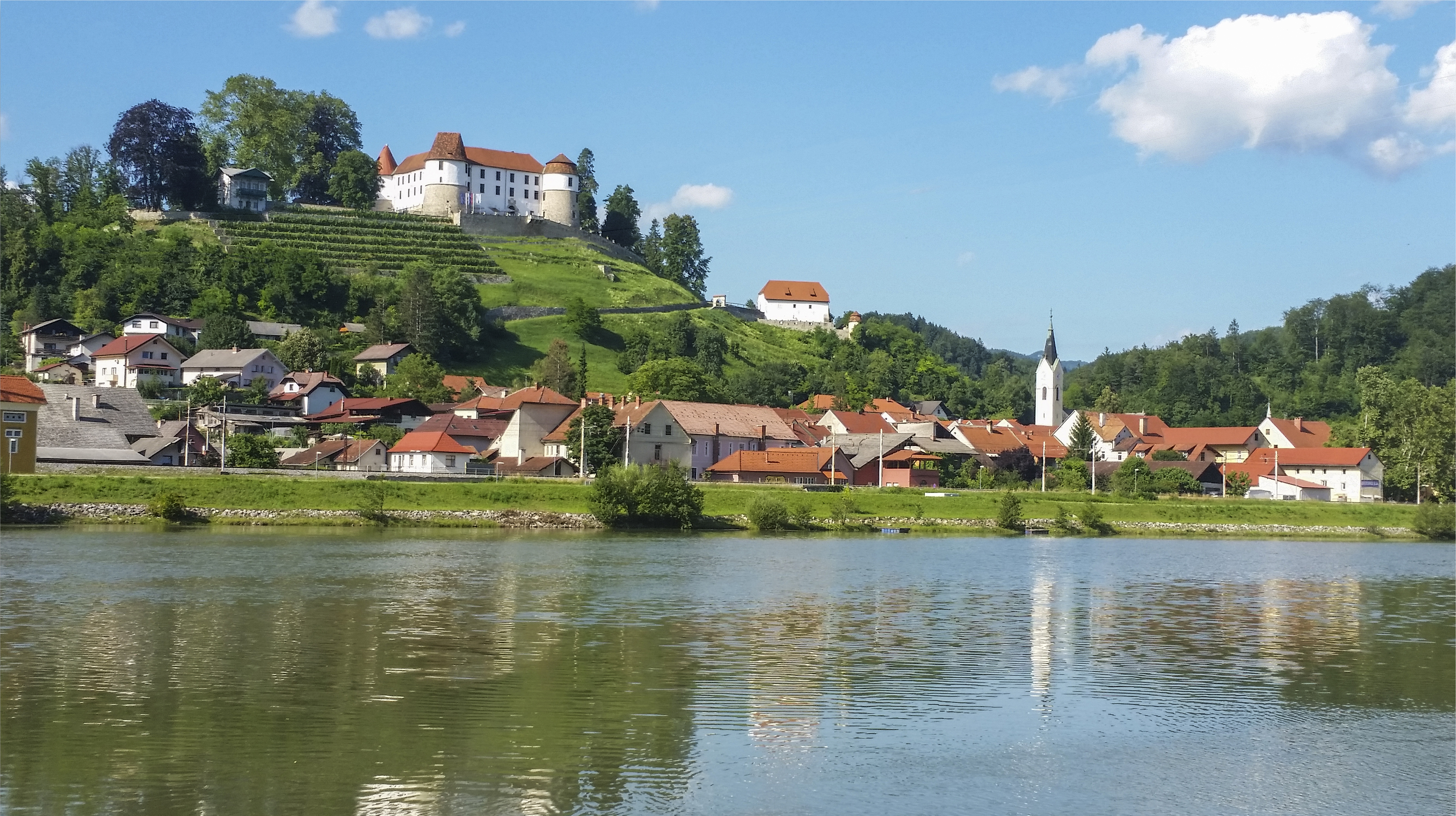
Sevnica an der Save

Die Stadt Sevnica (Aussprache [ˈséːwnitsa], anhörenⓘ; deutsch Lichtenwald) ist der Hauptort der 115 Orte und Siedlungen umfassenden Gemeinde Sevnica in der historischen Landschaft Untersteiermark (Region Posavje) in Slowenien. Die Stadt liegt am linken Ufer der Save.

## Name
Die Siedlung wurde erstmals 1275 in deutscher Sprache als Liechtenwalde urkundlich erwähnt (und 1309 als Lihtenwalde, 1344 als Lietenueld, 1347 als Liechtenwald und 1581 als Sielnizza).
Der slowenische Name leitet sich wahrscheinlich von einem Hydronym ab, das sich auf den Bach Sevnična bezieht (erstmals 1488 als Zellnitz erwähnt). Dieser Name leitet sich vom Adjektiv se(d)lünъ „zu einer Siedlung, einem Dorf gehörend“ ab. Der slowenische Name hat keine Verbindung zum deutschen Namen, der sich auf Laubwälder bezieht. Früher war der deutsche Name der Stadt Lichtenwald.

## Geschichte

### Mittelalter
Im Zuge eines Grundtausches zwischen Gräfin Hemma von Gurk und dem Salzburger Erzbischof Balduin (1041–1060) erwarb das Erzstift Salzburg reichen Besitz an der Save. Lichtenwald/Sevnica geht wohl auf eine planmäßige Gründung unter Erzbischof Eberhard II. (1200–1246) zurück. Der Ort wurde 1256 erstmals urkundlich erwähnt und 1275 von einem Salzburger Amtmann verwaltet.
1322 wird Lichtenwald/Sevnica bereits als Markt mit eigenem Gericht in der Burg bezeichnet. Die Herrschaft umfasste damals rund  50 Dörfer mit zahlreichen bewirtschafteten Bauernhöfen, die Grundabgaben in Geldzins und Naturalien an den Salzburger Verwalter abliefern mussten. Erzbischof Eberhard III. (1406–1427) erließ für Lichtenwald im Jahr 1408 die gleiche Rechtsordnung, wie sie schon seit 1353 für Rann/Brežice gegolten hatte.

### Neuzeit
Im Ungarischen Krieg wurde Lichtenwald von den Truppen des Königs Matthias Corvinus besetzt, unter dessen Schutz sich der Salzburger Erzbischof Bernhard von Rohr begeben hatte. Kaiser Maximilian I. eroberte Lichtenwald 1490 und stellte es vier Jahre später wieder an Salzburg zurück. Erzbischof Wolf Dietrich von Raitenau (1587–1612) verkaufte die Herrschaft Lichtenwald 1595 gemeinsam mit anderen auswärtigen Besitzungen an Innozent Moscon zum Thurm am Hardt und auf Gurkfeld um 33.000 Pfund Pfennig.
Im 16. Jahrhundert war die Stadt ein wichtiges Zentrum der protestantischen Reformation in der Unterkrain. Auch der Bibelübersetzer und protestantische Geistliche Jurij Dalmatin predigte in der Stadt.
Zwischen 1809 und 1813 war Sevnica Grenzstadt zwischen den von Frankreich verwalteten illyrischen Provinzen und dem Kaiserreich Österreich.
In der Mitte des 19. Jahrhunderts wurde es zu einem wichtigen Zentrum des slowenischen Nationalaufschwungs; 1869 fand hier eine der ersten Massenkundgebungen zugunsten eines vereinten Slowenien statt. Im Jahr 1862 erhielt die Stadt Eisenbahnanschluss, der die lokale Wirtschaft ankurbelte. Im Jahr 1938 wurde die Eisenbahnstrecke von Sevnica nach Trebnje fertiggestellt.

### Zweiter Weltkrieg
Während des Zweiten Weltkriegs wurde das Gebiet vom Deutschen Reich annektiert. Die Besatzer begannen mit der Deportation der slowenischen (einheimischen) Bevölkerung und ersetzten sie durch, um ethnische Deutsche aus dem Kreis Gottschee anzusiedeln.
Am Kriegsende entstanden auf dem heutigen Gemeindegebiet Massengräber, von denen bisher 13 dokumentiert wurden.

## Sehenswürdigkeiten
- Altstadt und Burg Sevnica. Vermutlich entstand die Burg im 14. Jahrhundert. Ab 1802 gehörte sie der Familie Händl von Rebenburg, die den Park mit einem Weingarten anlegen ließ. Heute wird die Anlage als Museum benutzt.
- Archäologische Stätte Ajdovski Gradec[9]
- Bergbau-Themenweg TK Pav[10]
- Bronzestatue von Melania Trump, die in Sevnica aufwuchs. Die ursprüngliche Holzstatue aus dem Jahr 2019 wurde 2020 beschädigt und im gleichen Jahr ersetzt.[11]

## Galerie

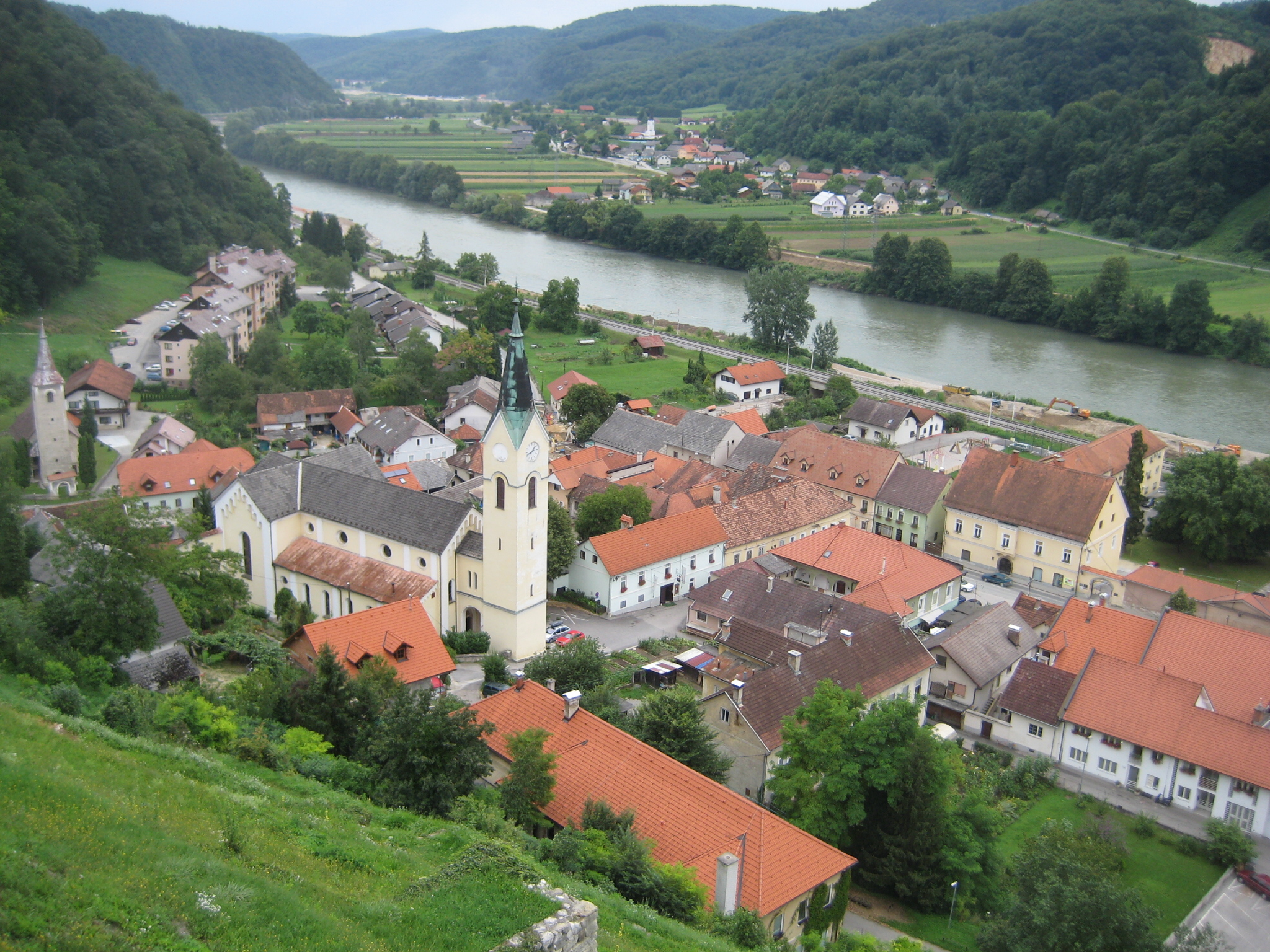
Stadt Sevnica (Lichtenwald)
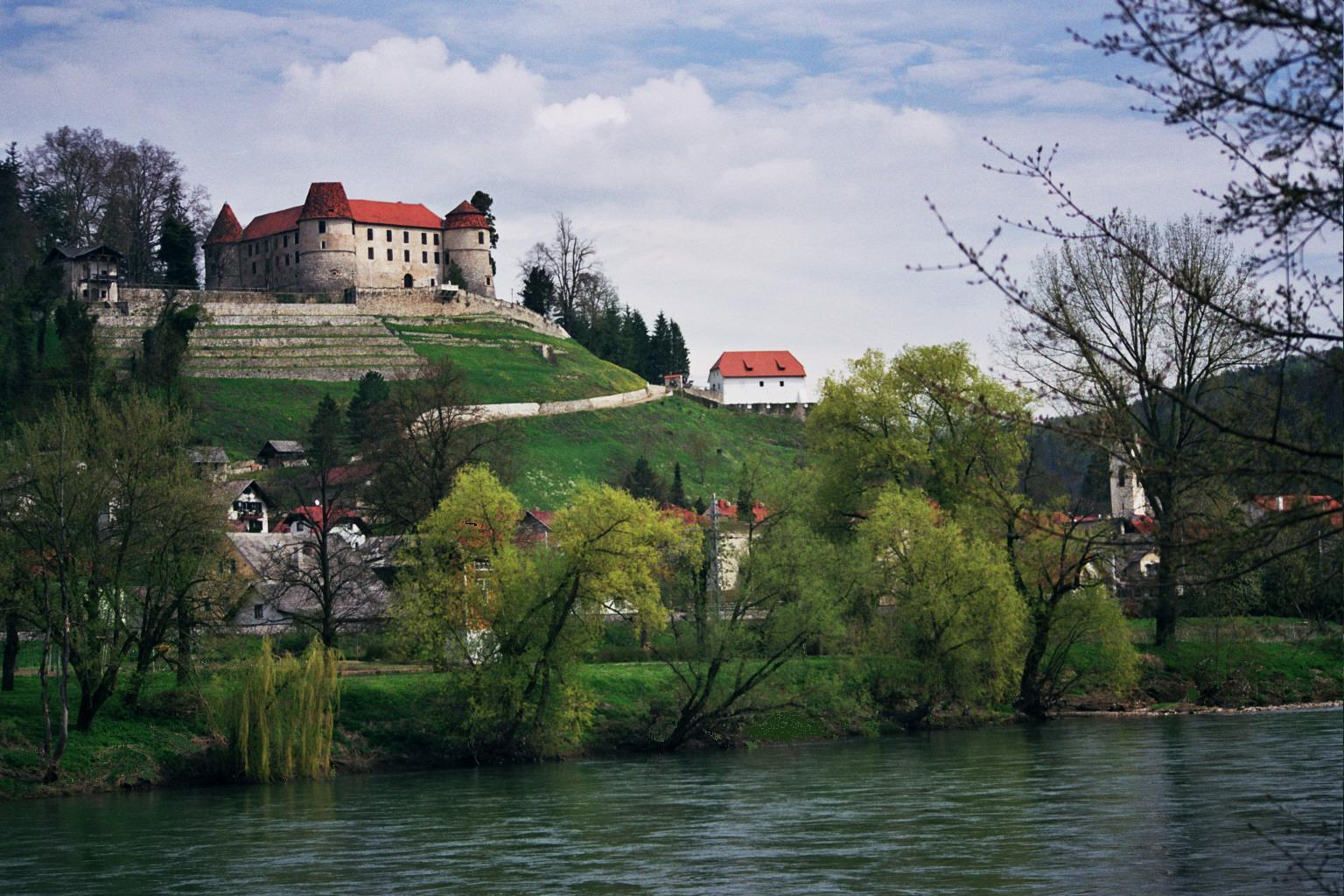
Burg Sevnica (Ober-Lichtenwald)
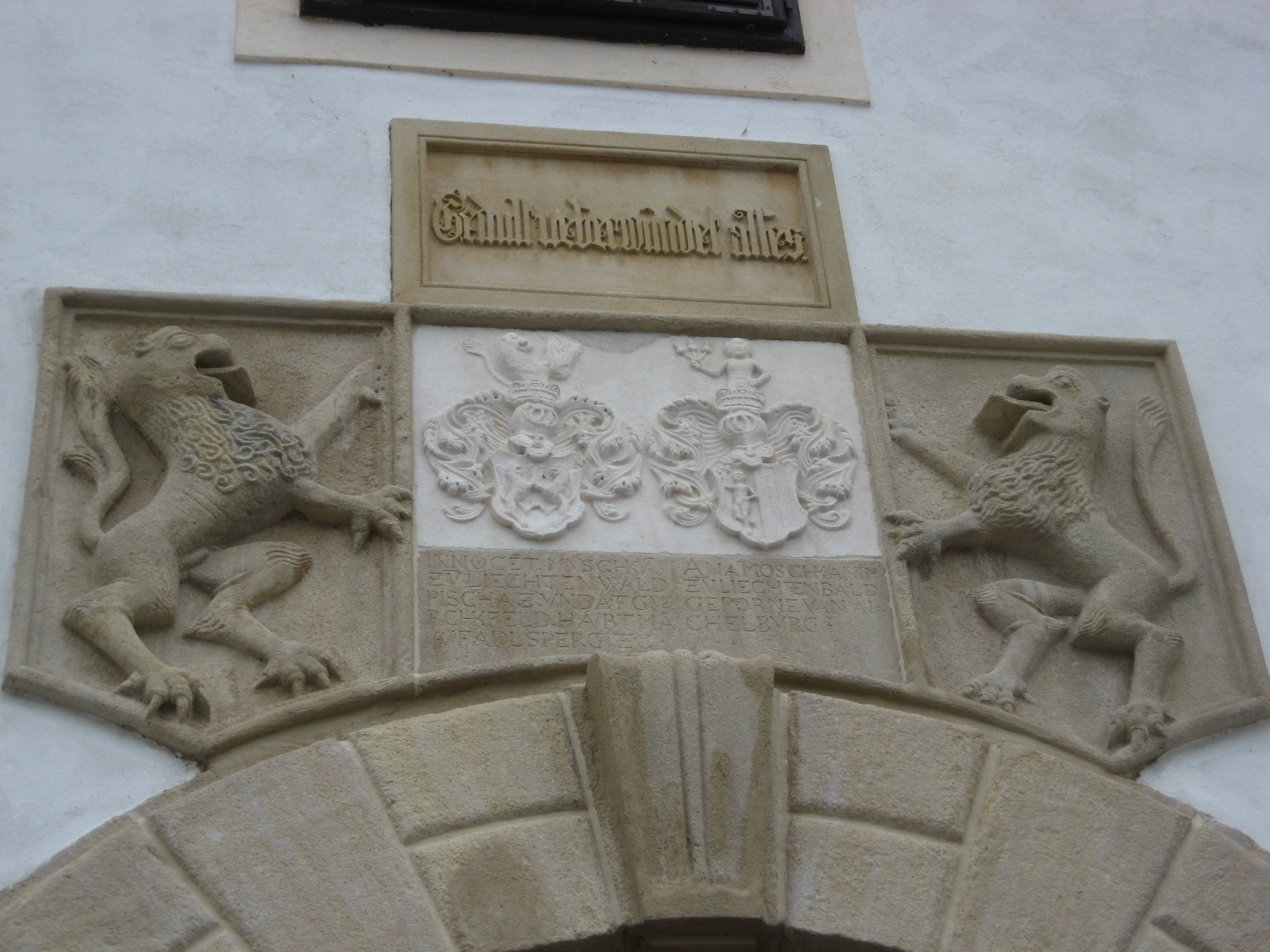
Allianzwappen an der Burg und Inschrift "Gedult ueberwindet alles"